# Malika Haimeur
Malika Haimeur née le 7 septembre 1956 est une ingénieure et chimiste française.

## Biographie
Malika Haimeur est née au Rove, dans les Bouches du Rhône. Elle passe un baccalauréat scientifique, puis une licence et une maîtrise de chimie. Elle poursuit ses études l'Institut de pétrochimie et de synthèse organique industrielle devenu aujourd'hui Centrale Méditerranée et y reçoit en 1984 son diplôme d'ingénieur.
En 1984, elle commence sa carrière par un poste dans un laboratoire de développement des procédés chimiques du groupe Rhône-Poulenc à Décines.
Après une carrière en Recherches et Développement au sein du groupe Rhône Poulenc qui deviendra Aventis puis Sanofi Aventis, elle dirige à partir de 2007 les sites de production de Mourenx et de Sisteron du groupe pharmaceutique Sanofi. Le site de Sisteron est l’un des plus importants de la région PACA dans le domaine de la chimie pharmaceutique. En 2010, ce site fabriquait environ 750 à 800 tonnes par an d’une quinzaine de principes actifs pour médicaments. Malika Haimeur a la responsabilité de près d’un millier de personnes, et gère, entre autres, les achats, les expéditions et la sécurité des sites. Elle est responsable fabrication de principes actifs de médicaments tels que le Plavix.
En 2011, elle est promue vice-présidente du secteur recherche et développement du groupe Sanofi. Elle occupe ce poste jusque 2015.
Elle est depuis juin 2017, Présidente du conseil d'administration de l'École Nationale Supérieure de Chimie de Rennes.

## Distinctions

### Prix
- 2009 : Prix Irène Joliot-Curie parcours Femmes & Entreprise[2]

### Décorations
- Chevalière de l'ordre national du Mérite (2008)[7]
- Chevalière de la Légion d'honneur (2012)[8]